# Frank Rutherford
Frank Garfield Rutherford (* 23. listopadu 1964) je bývalý bahamský trojskokan. Jeho osobní rekordy jsou 17,41 m venku a 17,09 m v hale.
Připravoval se v USA na University of Houston, kde získal akademický titul v oborech ekonomie a informační technologie. Třikrát získal prvenství v National Collegiate Athletic Association a v roce 1991 se stal halovým mistrem USA.
V roce 1986 obsadil druhé místo v trojskokanské soutěži na Středoamerických a karibských hrách. V roce 1987 získal bronzové medaile na halovém mistrovství světa i na Panamerických hrách. Na Letních olympijských hrách 1988 i na mistrovství světa v atletice 1991 byl vyřazen v kvalifikaci. V roce 1992 byl druhý na Kontinentálním poháru. Na olympiádě v roce 1992 skončil v trojskokanském finále díky výkonu 17,36 m třetí za reprezentanty USA Mikem Conleym a Charlesem Simpkinsem a získal tak pro Bahamy první atletickou olympijskou medaili v historii. Na MS 1993 i 1995 nepostoupil z kvalifikace, na LOH 1996 obsadil jedenácté místo a v roce 1999 se stal vicemistrem Střední Ameriky a Karibiku.
Po ukončení aktivní kariéry založil nadaci, která pomáhá mladým bahamským sportovcům získat stipendia na amerických univerzitách. V roce 2003 převzal Řád britského impéria.